# Уайма
Уайма (исп. Uayma) — посёлок в Мексике, штат Юкатан, административный центр одноимённого муниципалитета. Численность населения, по данным переписи 2010 года, составила 3 126 человек.
В городе есть церковь Святого Доминика, построенная францисканскими монахами в колониальный период, с использованием камней из близлежащих храмов майя (таких как Чичен-Ица). В XIX веке, во время войны рас, церковь была почти полностью разрушена.